# 3900 Кнежевић
3900 Кнежевић (3900 Knežević) је астероид главног астероидног појаса чија средња удаљеност од Сунца износи 2,370 астрономских јединица (АЈ).
Апсолутна магнитуда астероида је 13,6.
Назив је добио по астроному Зорану Кнежевићу.